# ギデオン・ユング
ギデオン・ユング（Gideon Jung、1994年9月12日 - ）は、ドイツ・デュッセルドルフ出身のプロサッカー選手。SpVggグロイター・フュルト所属。ポジションは、ディフェンダー。

## 経歴

### クラブ
レギオナルリーガ・ヴェスト（4部）のSCロートヴァイス・オーバーハウゼンでプレーを始め、2013年9月にトップチームデビュー。
2014年7月、ハンブルガーSVに移籍。加入初年度はセカンドチームでのプレーに専念した。2015–16シーズンからトップチームに昇格し、開幕戦のFCバイエルン・ミュンヘン戦でスタメン出場した。
2021年6月29日、SpVggグロイター・フュルトにフリー移籍で加入し、2年契約を結んだ。

### 代表
U-21ドイツ代表歴がある。

## タイトル
U-21ドイツ代表
- UEFA U-21欧州選手権: 2017[3]